# Leka Zogu
Leka Zogu (albanès: Leka I Zogu)  (Tirana, 5 d'abril de 1939 - Tirana, 30 de novembre de 2011) va ser un pretendent al tron d'Albània, fill del rei Zog I i de la comtessa Geraldina Apponyi tenia només tres dies de vida quan Mussolini envaí Albània, i va estar refugiat a Grècia amb la seva família. Va créixer a Grècia, Egipte i Anglaterra, es va graduar a La Sorbona de París, i va viure successivament a Espanya i a Rhodèsia (avui Zimbàbue). Quan Rhodèsia va deixar de ser colònia britànica (1923-1980), viatjà a Sud-àfrica. Va ser un mitjancer de negocis i va viure els seus darrers dies entre Johannesburg i Ciutat del Cap en un recinte que semblava una fortalesa. Es va casar amb una australiana, Susan Cullen-Ward, qui va esdevenir Princesa Coronada d'Albània. Amb ella va tenir un fill que va esdevenir príncep hereu, Leka Anwar Zog Rezabaldovino.